# Chascanopsetta lugubris
Chascanopsetta lugubris és un peix teleosti de la família dels bòtids i de l'ordre dels pleuronectiformes.

## Morfologia
Pot arribar als 40 cm de llargària total.

## Distribució geogràfica
Es troba a les costes de l'Atlàntic Oriental (des del golf de Guinea fins a KwaZulu-Natal), de l'Atlàntic Occidental (Florida i des del nord del Golf de Mèxic fins al Brasil) i a l'Índic (des de les costes orientals d'Àfrica fins a l'Índia, Sri Lanka i Japó).